# Schleithal
Schleithal é uma comuna francesa na região administrativa de Grande Leste, no departamento Baixo Reno. Estende-se por uma área de 9,1 km². Em 2010 a comuna tinha 1 443 habitantes (densidade: 158,6 hab./km²).

## Galeria de imagens

Schleithal
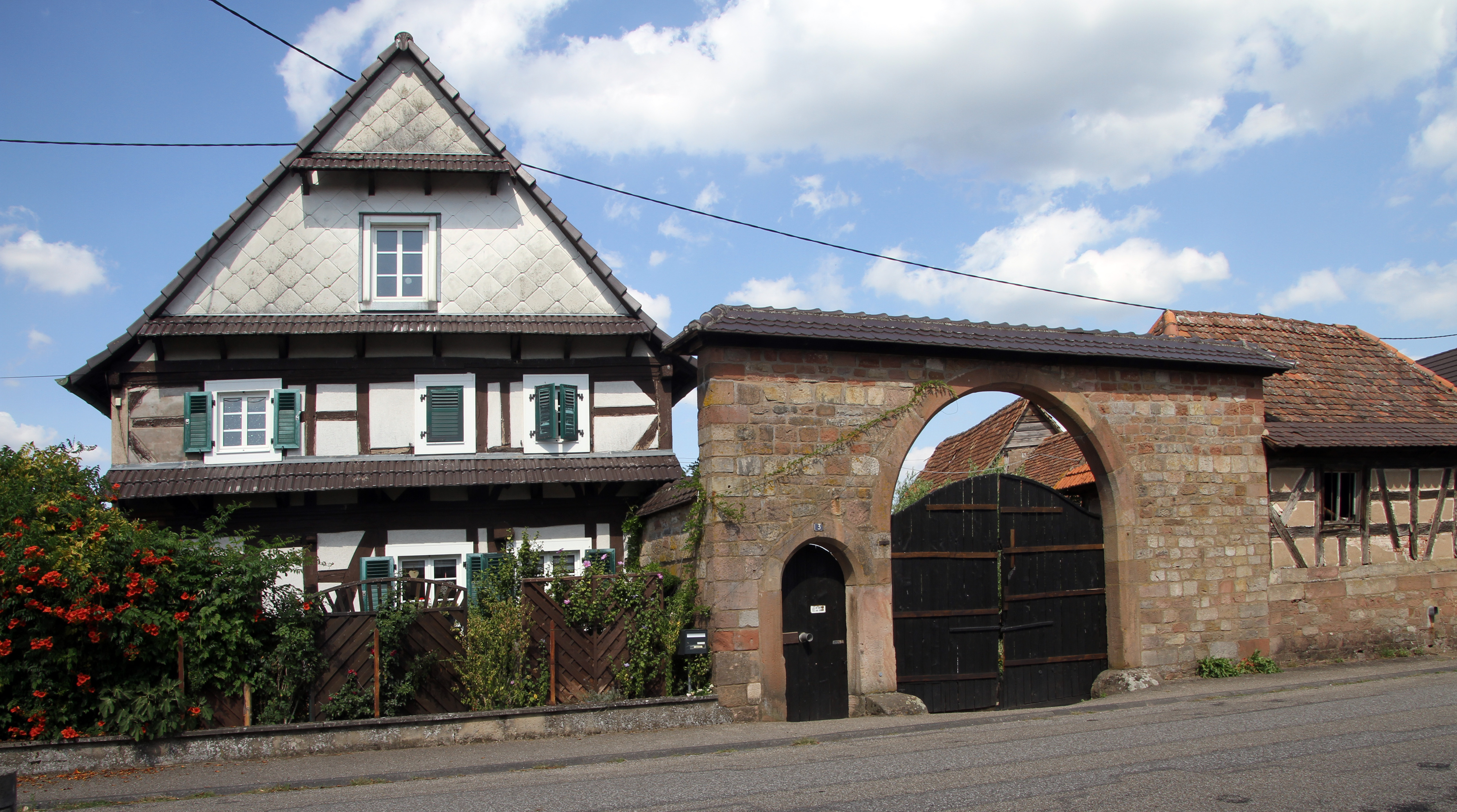
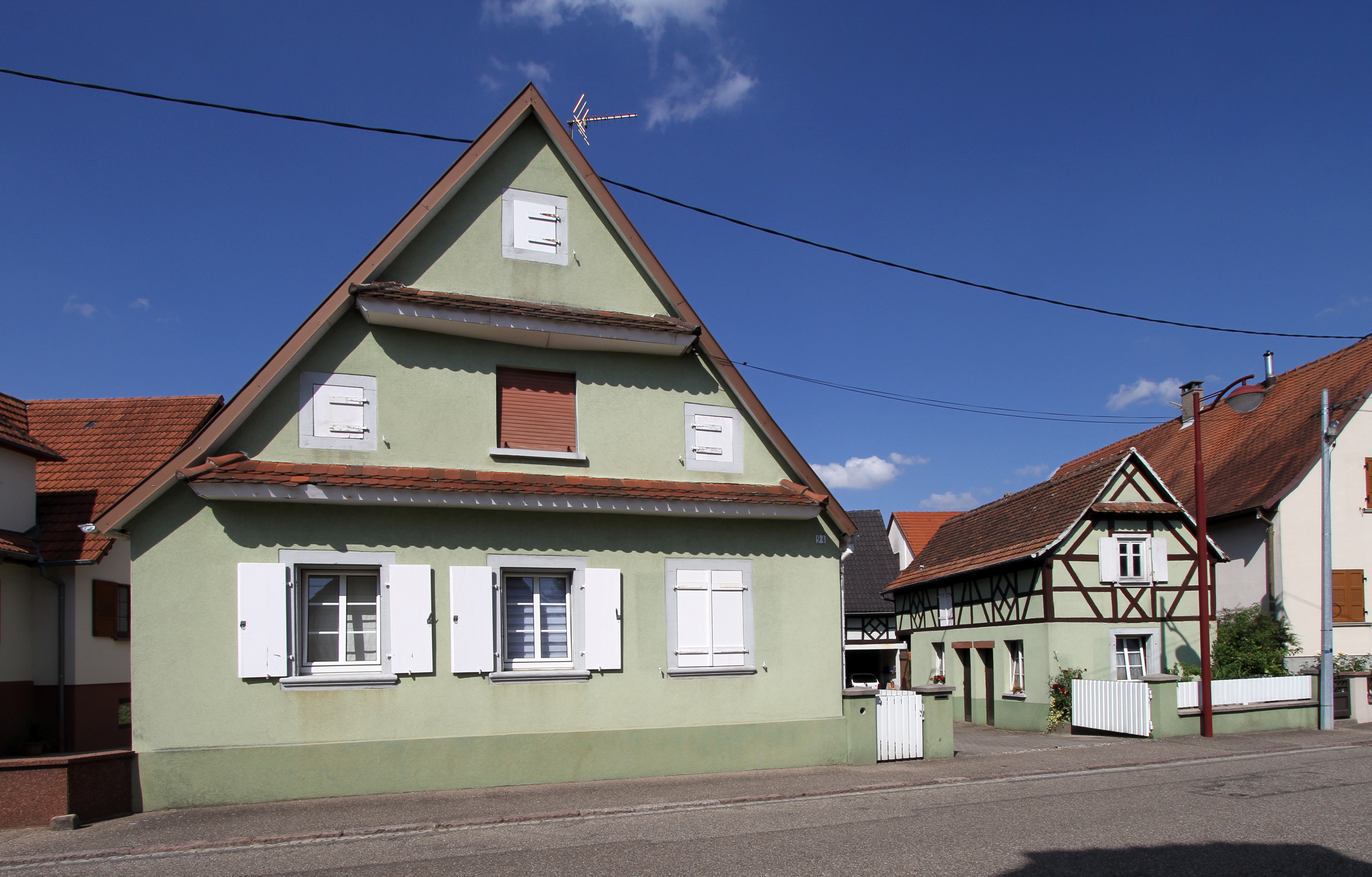
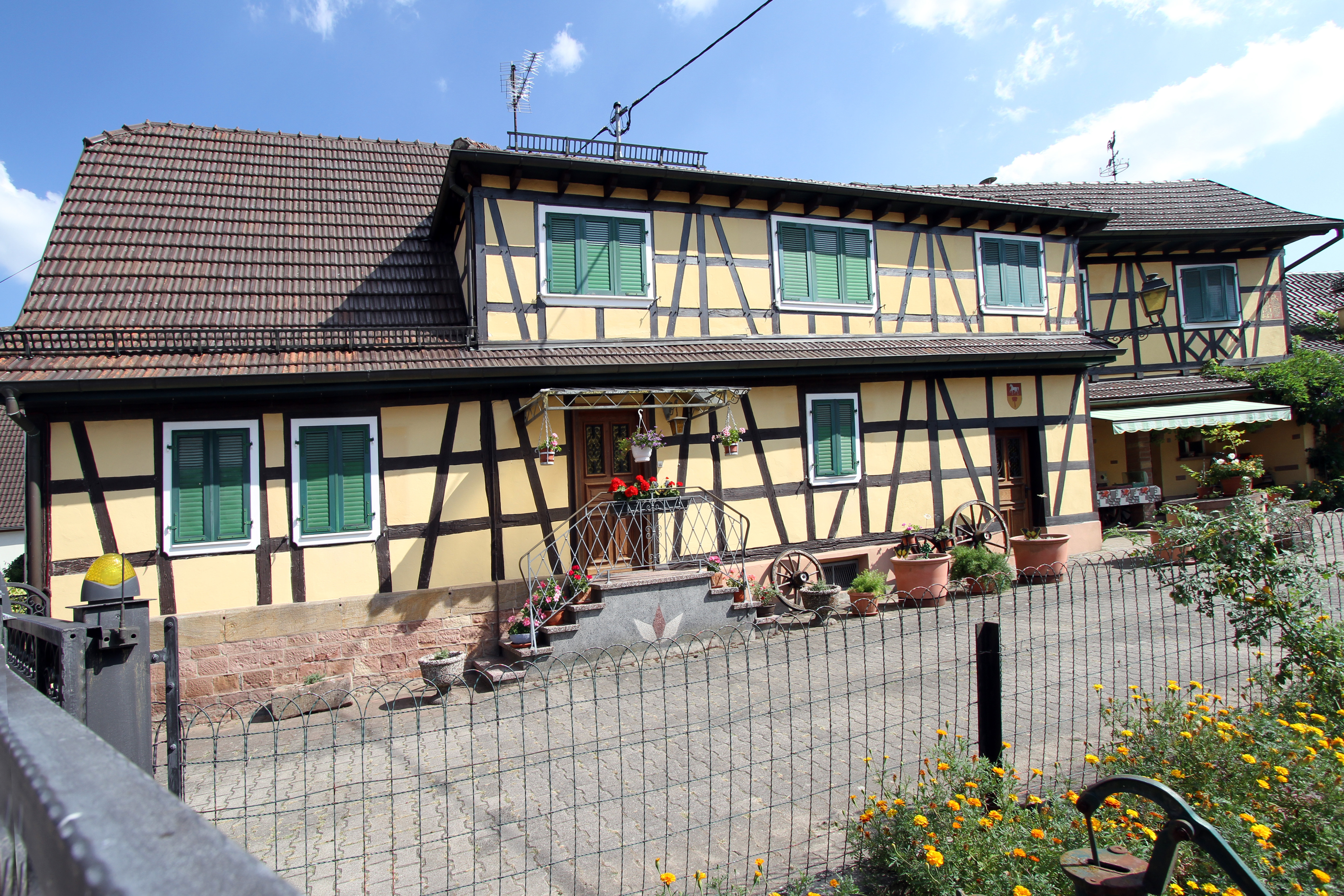
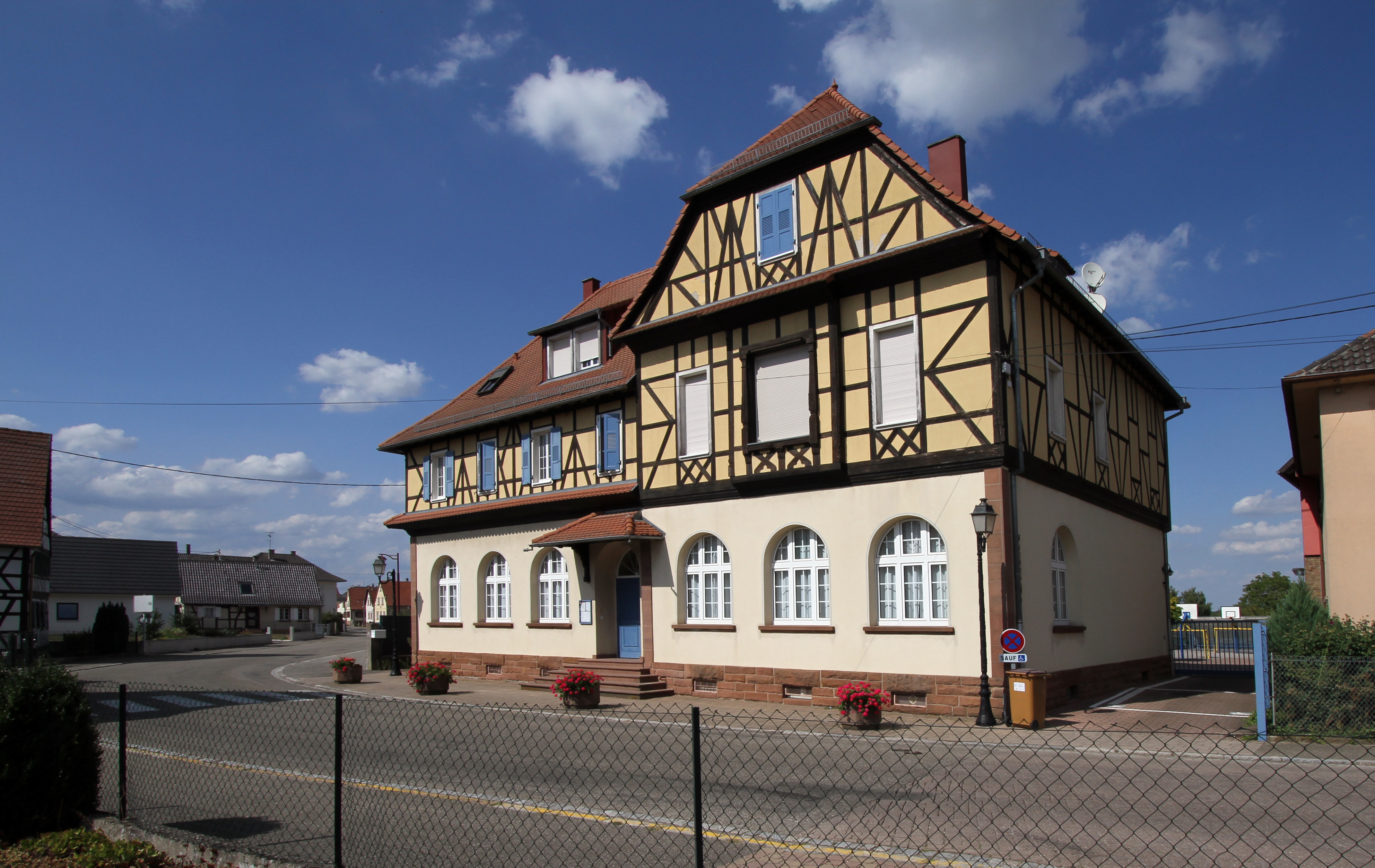
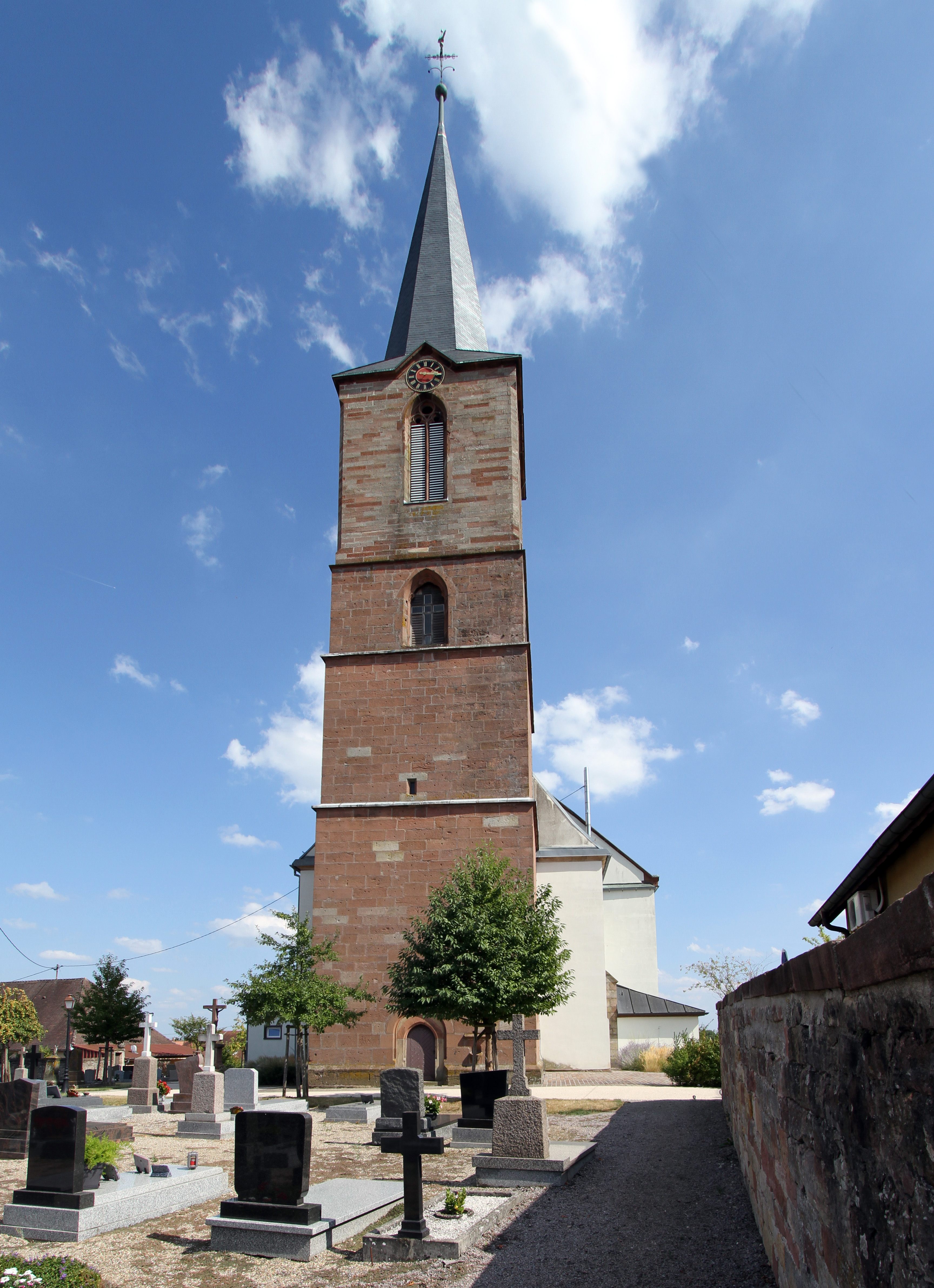
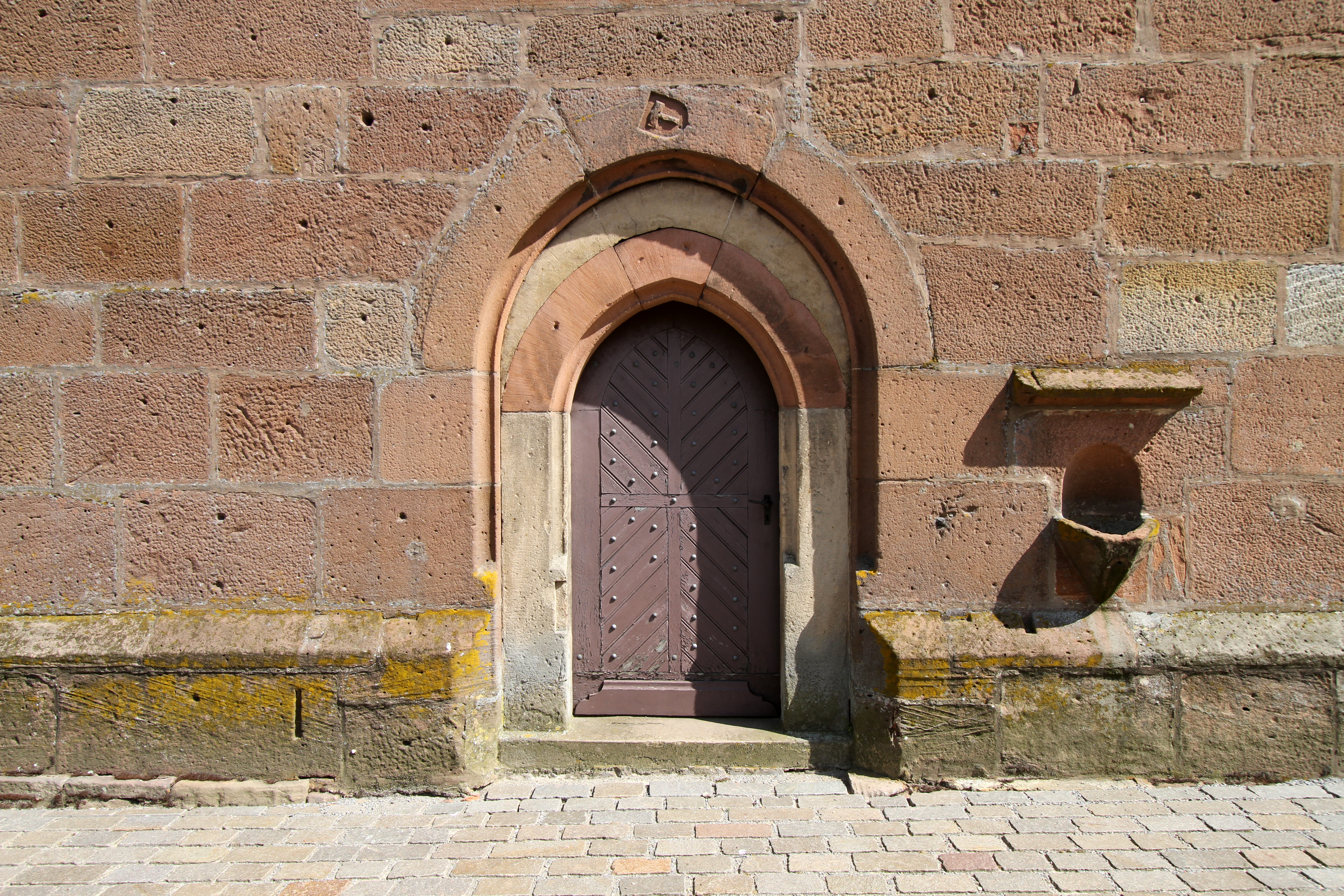
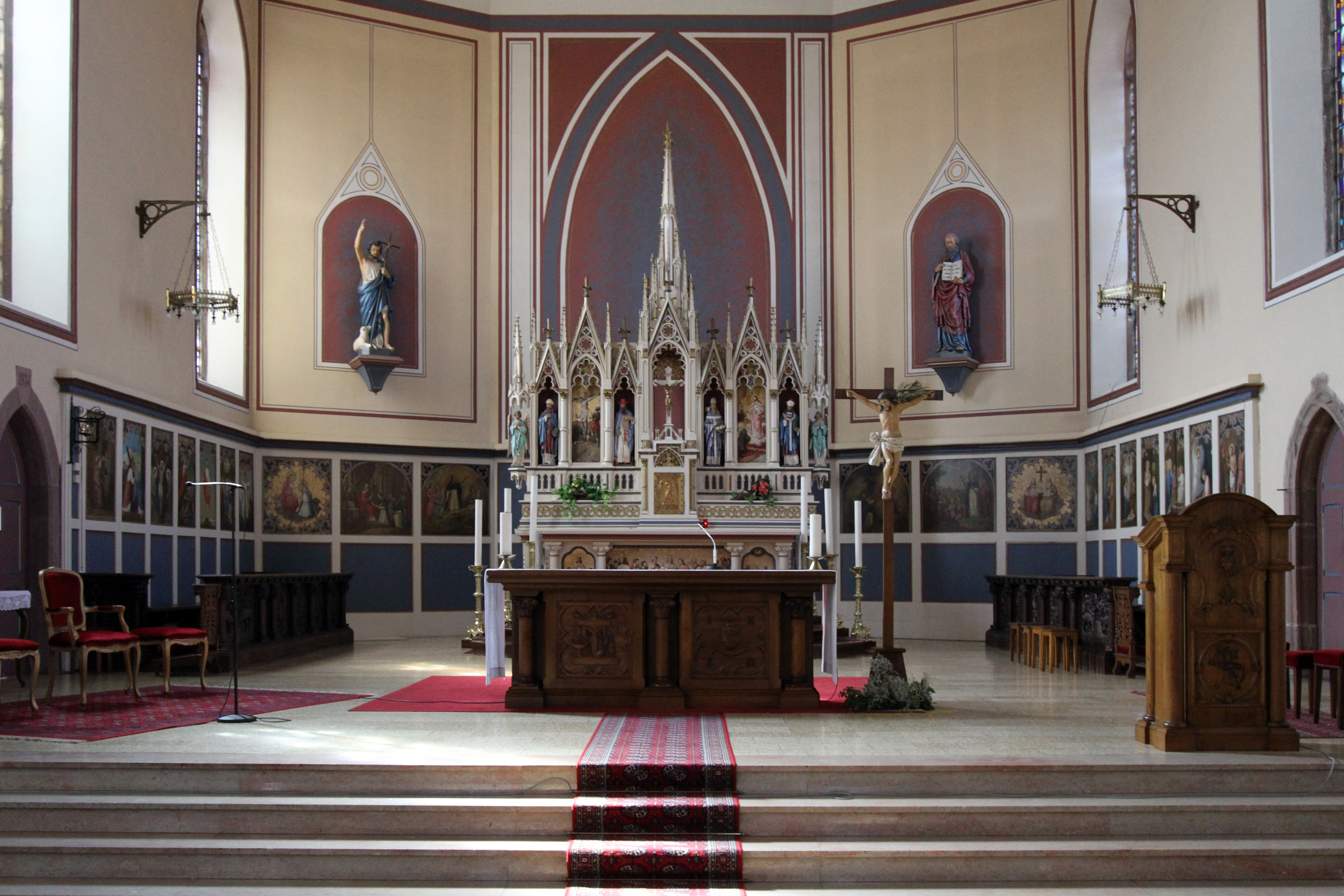
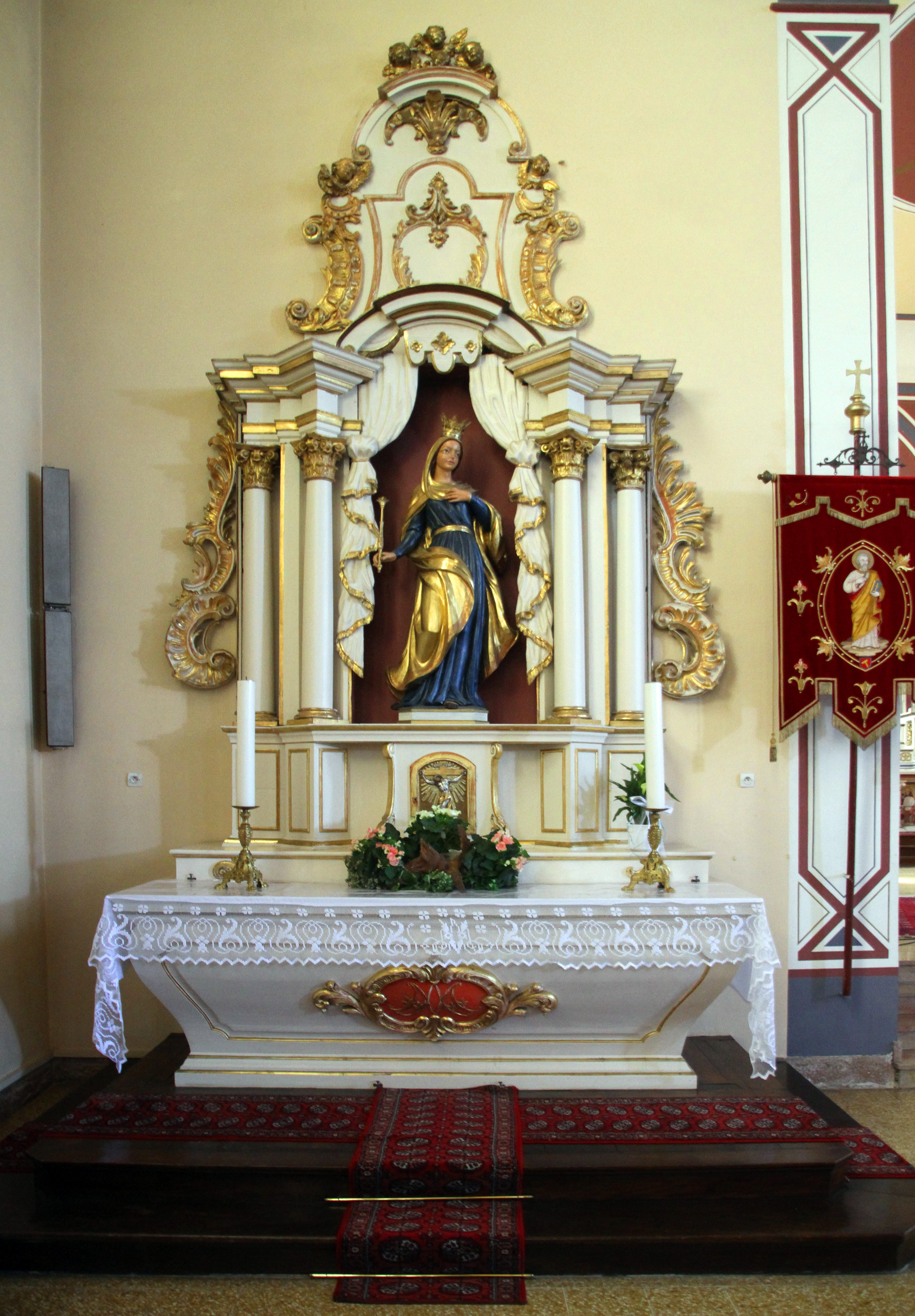